# 丁氏鳥屬
丁氏鳥屬為生存於白堊紀早期的真鳥類，體長約25至30公分（不含尾羽），體重約270公克，屬名係紀念中國地質學之父丁文江，以表彰他在中國近代地質學上的貢獻。化石發現於中國遼寧的朝陽市四合當鎮，屬於白堊紀早期的義縣組地層。模式種為長頜丁氏鳥（D. longimaxilla），種名意指本種有別於其他熱河群鳥類的細長上頜骨，其頭骨測量長約5.9公分，而喙部就佔了當中的65%左右。
丁氏鳥的正模標本目前收藏於中國科學院古脊椎動物與古人類研究所（編號 IVPP V20284），為近乎完整的全身化石，研判屬於成年個體。頸部周圍有明顯的羽毛印痕。此外在骨盆附近發現40多顆，直徑2至4公分不等的胃石（以其體型而言其胃石的大小相當大），與其近緣的甘肅鳥（Gansus）和旅鳥（Iteravis）體內也曾發現過胃石，但數量都不及在丁氏鳥化石中所發現的，由於胃石一般被認為用來幫助磨碎和消化食物，顯示本種的飲食習慣上可能有別於其近親，或者，這些胃石可能代表不完全的聚集體（incomplete aggregates，暫譯）。